# Katzenjammer
Katzenjammer (Катцен'яммер, нім. Похмілля) — норвезький жіночий фолк-рок гурт з Осло, створений 2005 року.

## Історія
Гурт був заснований Тюрід Йоргенсен, Солвейг Хейло, Анне Маріт Берґхейм і Тувою Андерсен під час навчання у Норвезькому Сценічному інституті. Назву гурт отримав за мотивами американського коміксу The Katzenjammer Kids. Згодом Андерсен полишила гурт, і на її місце прийшла Маріанне Свен.
На початку діяльності гурт активно виступав на музичних фестивалях в Норвегії та взяв участь у конкурсі молодих талантів «Kjempesjansen».
Сингл «A Bar In Amsterdam», випущений 2008 року, дозволив гурту вийти до фіналу музичного конкурсу, що був влаштований Норвезькою Корпорацією з Телерадіомовлення. Того ж року гурт випустив перший студійний альбом «Le Pop», який отримав схвальну реакцію і був висунутий на премію «Spellemannprisen» — норвезький аналог Греммі в номінації «Новачок року». Після того гурт почав активну гастрольну кар'єру Європою та Америкою.
Другий студійний альбом «A Kiss Before You Go» був випущений 2011 року і знову приніс гурту висування на премію «Spellemannprisen» в номінації «Поп-гурт».

## Стиль
Гурт у своїх піснях змішує кілька музичних напрямків, як фолк, рок, кантрі, поп, джаз, балканські мотиви, притаманні творчості Горана Бреговича. Критики порівнюють їхні виступи із шоу Gogol Bordello, Dixie Chicks та Leningrad Cowboys. Кожна з учасниць є вокалісткою та володіє кількома музичними інструментами. На виступах після кожної пісні учасниці міняються інструментами.

## Склад
- Анне Маріт Берґхейм (норв. Anne Marit Bergheim) — вокал, акордеон, мандоліна, банджо, фортепіано, акустична гітара.
- Тюрід Йоргенсен (норв. Turid Jørgensen) — вокал, бас-балалайка, банджо
- Маріанне Свен (норв. Marianne Sveen) — вокал, акустична гітара, фортепіано, мандоліна, бас-балалайка, ударні
- Солвейг Хейло (норв. Solveig Heilo) — вокал, губна гармоніка, бас-балалайка, труба, ударні

## Дискографія

### Альбоми
| Рік  | Альбом               |
| ---- | -------------------- |
| 2008 | Le Pop               |
| 2011 | A Kiss Before You Go |
| 2015 | Rockland             |

### Сингли
| Рік  | Сингл                           |
| ---- | ------------------------------- |
| 2008 | A Bar In Amsterdam              |
| 2008 | Play My Darling, Play           |
| 2008 | Hey Ho on the Devil's Back      |
| 2009 | Demon Kitty Rag                 |
| 2010 | Tea With Cinnamon               |
| 2011 | I Will Dance (When I Walk Away) |

### Концертні відео
| Рік  | Альбом                                 |
| ---- | -------------------------------------- |
| 2010 | Live in Köln                           |
| 2011 | Live in Tonträger Festival             |
| 2012 | A Kiss Before You Go — Live in Hamburg |